# Kleptoparasitism

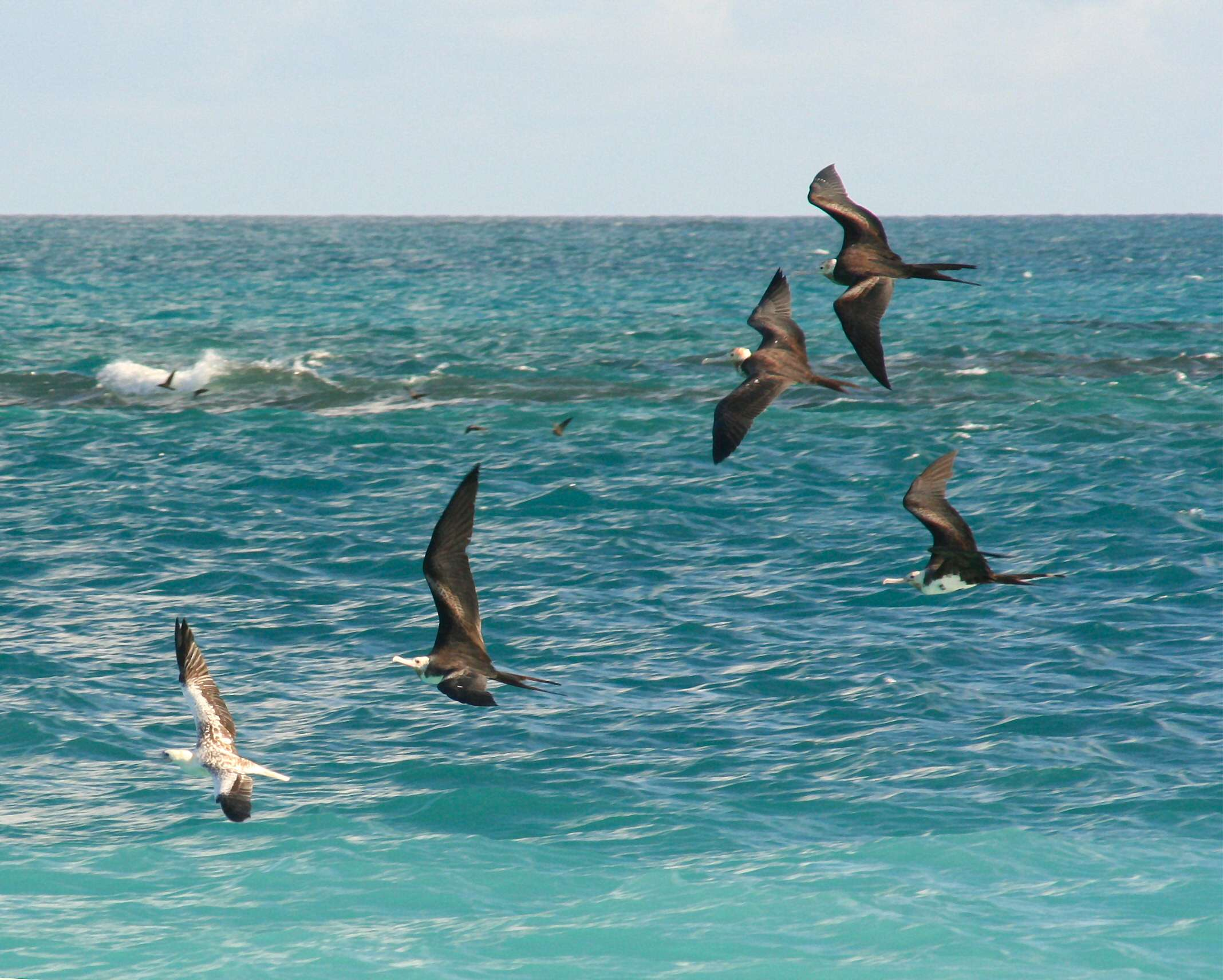
Större fregattfågel jagar en rödfotad sula för att stjäla dess byte.

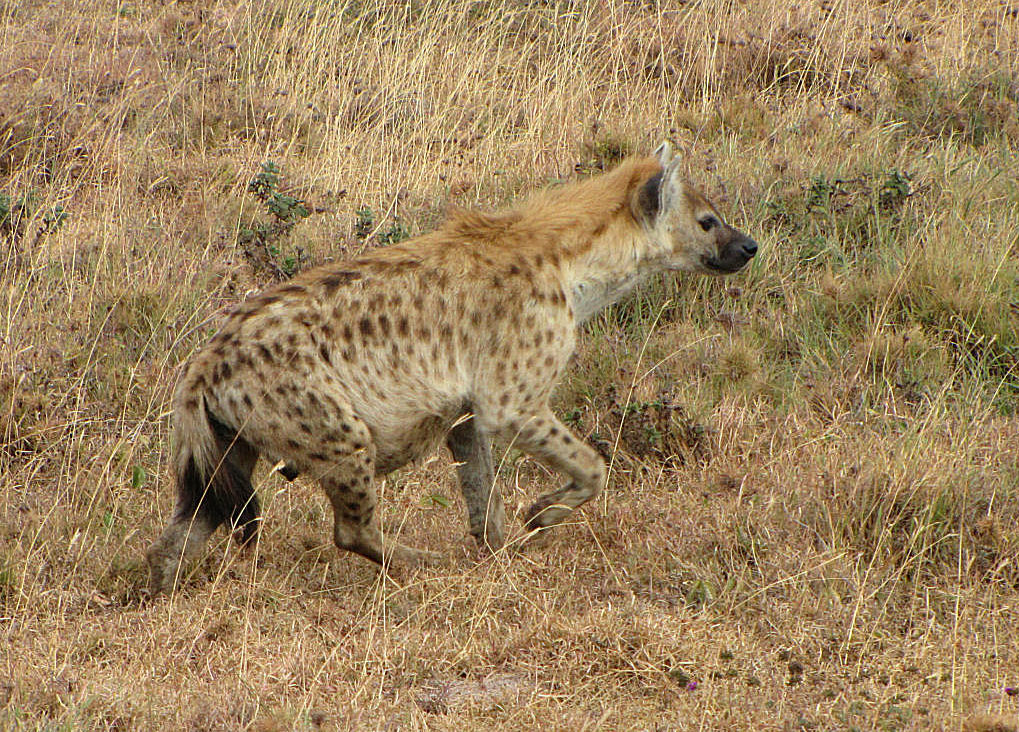
Fläckig hyena stjäl sitt byte ifrån rovdjur som lejon.

Kleptoparasitism, som betyder parasitism genom stöld, är en teknik för födosök där ett djur stjäl byte ifrån det djur som fångat, insamlat, förberett eller förvarat födan. Termen används även när djur stjäl bomaterial eller andra objekt ifrån varandra. 
Fördelarna för kleptoparasiten är att den tillskansar sig föda som den annars inte skulle kunna få tag på, eller att den sparar tid och energi genom att själv slippa anskaffa födan. Dock riskerar kleptoparasiten alltid att skadas vid en attack eller slösa energi vid en misslyckad attack.
Kleptoparasitism kan ske inom arten eller mellan arter. I de senare fallen är parasiten oftast närbesläktad med organismen som de parasiterar. Exempelvis stjäl juvenila strandskator som ännu är för svaga eller inte har lärt sig den svåra konsten att öppna musselskal, musslor ifrån adulta individer. Dykande fåglar som för upp fångst till ytan utsätts för kleptoparasitism av trutar. Djur som har en mycket specialiserad födoteknik är oftare utsatta för kleptoparasitism.